# 13654 Masuda
13654 Masuda è un asteroide della fascia principale. Scoperto nel 1997, presenta un'orbita caratterizzata da un semiasse maggiore pari a 2,2371931 UA e da un'eccentricità di 0,0111882, inclinata di 4,37487° rispetto all'eclittica.